# Artur Heinrich
Artur Heinrich (* 12. Juni 1904 in Rügheim; † 15. Juli 1975 ebenda) war ein deutscher Politiker (FDP).

## Leben und Beruf
Heinrich war Landwirt von Beruf und bewirtschaftete einen Hof in seiner Heimatgemeinde Rügheim. Von 1940 bis 1945 nahm er als Soldat am Zweiten Weltkrieg teil und geriet gegen Kriegsende in britische Gefangenschaft. Nach der Entlassung wurde er weitere zwei Jahre interniert. Neben seiner bäuerlichen Tätigkeit war er seit 1950 Beauftragter der Flurbereinigungsgenossenschaft Rügheim.
Heinrich war Vorstandsmitglied des Obstgroßmarktes Volkach-Haßfurt. Er war Ehrenvorsitzender des Sportvereins Rügheim und Kreisvorsitzender des VdK im Landkreis Hofheim. Für seine Verdienste wurde er am 7. Dezember 1964 mit dem Bayerischen Verdienstorden ausgezeichnet.

## Politik
Heinrich engagierte sich in der FDP, für die er von 1954 bis 1966 und von 1970 bis 1974 dem Bayerischen Landtag angehörte. Dort engagierte er sich vor allem im Ausschuss für Ernährung und Landwirtschaft. Zudem war er bis zur Auflösung des Landkreises Hofheim 1972 Mitglied des Kreistages und dort auch zeitweise stellvertretender Landrat. Anschließend gehörte er bis zu seinem Tode dem Kreistag des Landkreises Haßberge an.